# Gregario

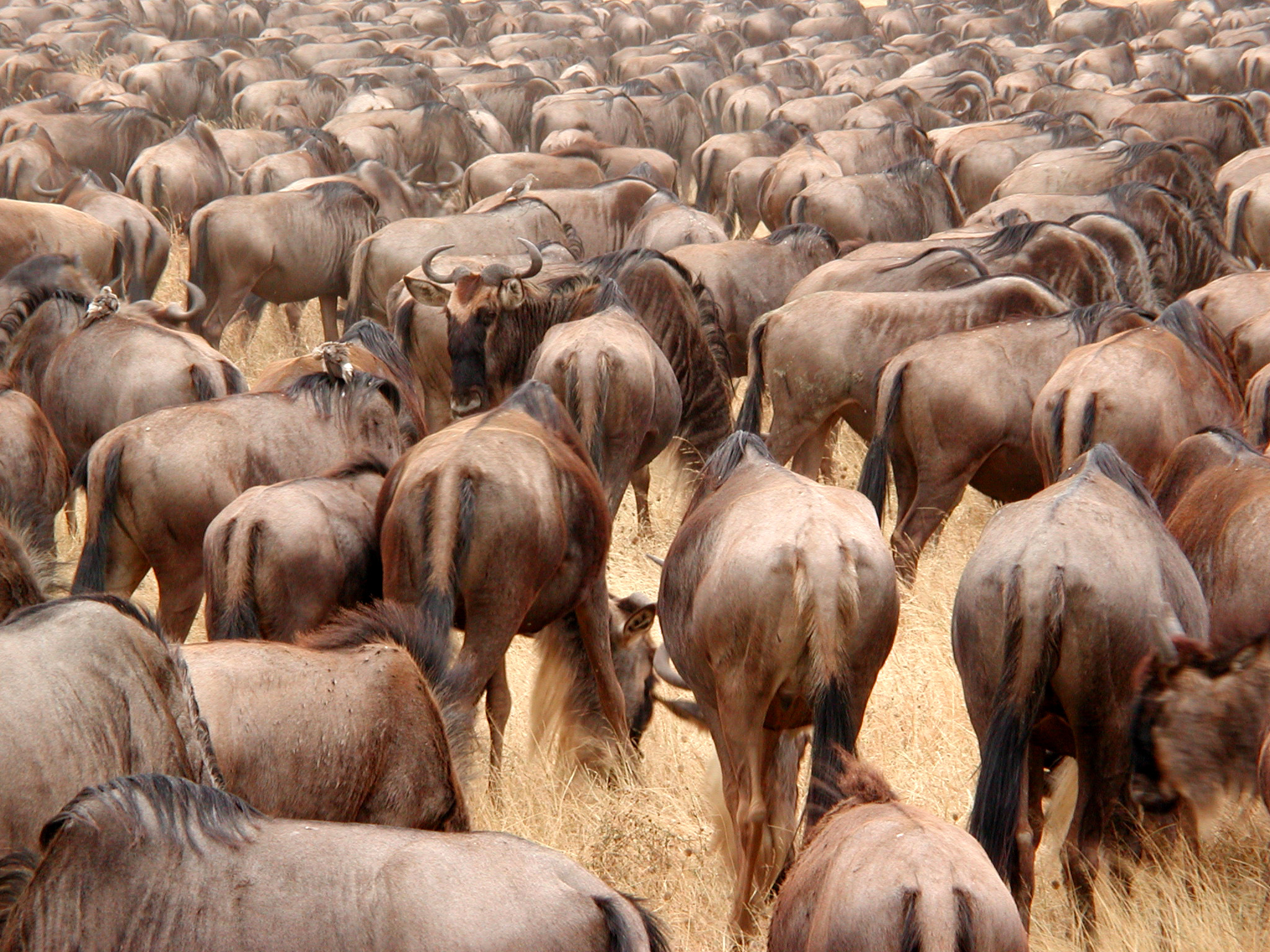
Manada de ñús

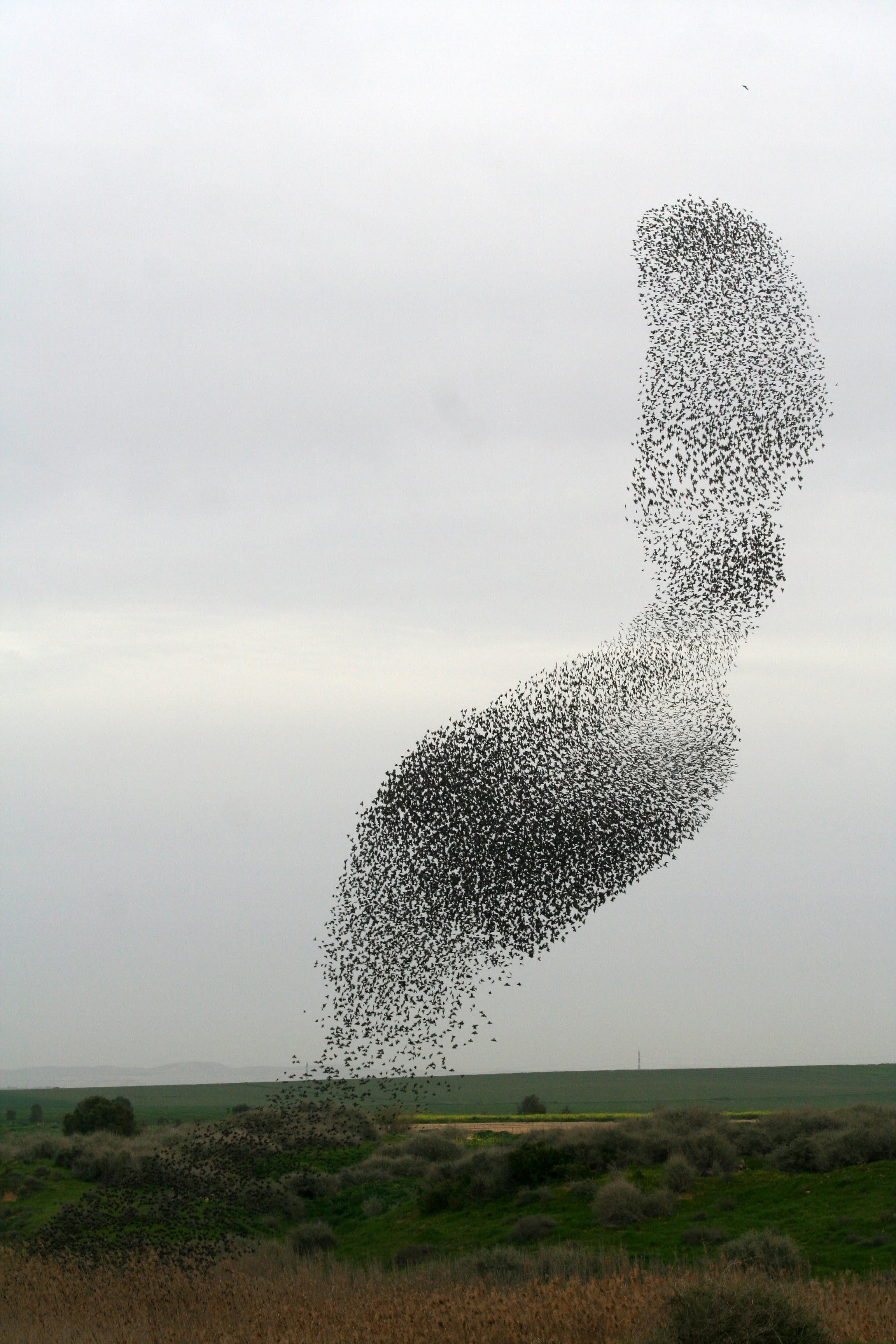
Bandada de estorninos

Un individuo gregario (del latín gregarĭus, 'grey' 'del rebaño') es aquel que tiende a vivir agrupado con otros congéneres formando manadas, cardúmenes, colonias o, en el caso del ser humano, grupos sociales. 
Filosóficamente, se dice que el ser humano no es ni completamente gregario, como las hormigas o las abejas, ni totalmente solitario, como los tigres o los leopardos, sino que es más complejo y tiende a ser semigregario, es decir, algunos de sus impulsos y necesidades son sociales y otras son solitarias.[cita requerida]
El gregarismo es una relación intraespecífica que se da cuando los individuos de una población se asocian para recibir algún tipo de beneficio, como seguridad, cuidado de la prole, actividades de caza, etc.[cita requerida]
La ciencia que tiene por objeto el estudio de las sociedades animales es la etología, y la que analiza y caracteriza a las sociedades humanas es la sociología. Por otro lado, la sociobiología es la rama de la sociología que estudia los fundamentos biológicos de los hechos sociales y establece un diálogo entre sociología y biología.